# أرويراس، بارايبا
أرويراس ، بارايبا بلدية في ولاية بارايبا في المنطقة الشمالية الشرقية من البرازيل.